# معركة عرفة
معركة عرفة كانت معركة وقعت في العام 616 قبل الميلاد بين القوات الآشورية ضد الميديين والبابليين. نجح الملك البابلي نبوبولاسر في إعادة الآشوريين إلى الزاب الصغير، حيث غنم الأسرى والخيول والمركبات الآشورية. في العام التالي، انتصر سياخريس، ملك الميديين، على الآشوريين واحتل عرفة.